# 11037 Дістлер
11037 Дістлер (11037 Distler) — астероїд головного поясу, відкритий 2 лютого 1989 року.
Тіссеранів параметр щодо Юпітера — 3,290.
11037 Дістлер був названий 24 січня 2000 року на честь німецького композитора та визначного представника євангельської хорової та органної музики XX століття — Гуґо Дістлера, який вважається одним з найвидатніших діячів руху оновлення в євангельській церковній музиці після 1920 року.